# The Triflers
Pour plus de détails, voir Fiche technique et Distribution.
The Triflers (sortie en français sous le titre Les badins) est un drame de société muet américain sorti le 15 décembre 1924 et réalisé par Louis Gasnier et avec Mae Busch. Il est produit par BP Schulberg et distribué par Preferred Pictures (en) et Al Lichtman.

## Distribution
- Mae Busch : Marjorie Stockton
- Elliott Dexter : Peter Noyes
- Frank Mayo : Monte Covington
- Walter Hiers : Chick Warren
- Eva Novak : Beatrice Noyes
- Lloyd Whitlock : Teddy Hamilton

## Préservation
Le film est conservé à la Bibliothèque du Congrès de Washington,.